# Franz Köhler (Gewerkschafter)
Franz Ernst Köhler (* 27. November 1873 in Theißen, Provinz Sachsen; † 22. Mai 1941 in Hamburg) war ein deutscher Gewerkschafter und Vorsitzender des Deutschen Transportarbeiter-Verbandes, einer Vorläuferorganisation der heutigen Gewerkschaft Verdi. 
Der Sohn eines Bergarbeiters fuhr seit dem Abschluss der Volksschule zur See, bevor er sich 1901 als Hafenarbeiter in Hamburg niederließ. Schon zuvor war er dem Seemanns-Verband beigetreten und wurde 1902 als Beisitzer in den Vorstand des Verbandes gewählt. Nach der Gründung des Transportarbeiterverbandes wurde er 1910 zum besoldeten Vorsitzenden gewählt und ging bis 1914 nach Flensburg, wo er auch für die SPD im Stadtrat saß. Nach dem Ersten Weltkrieg, in dem er bei der Kriegsmarine diente, wurde Köhler erneut in die Sektionsleitung der Seeleute im Transportarbeiterverband berufen, ab 1921 als Sektionsleiter. In dieser Funktion bestimmte er die Tarifpolitik des Verbandes in der Zeit der Weimarer Republik und setzte sich für die Mitbestimmung sowie für die Unterstützungskassen der Seeleute ein. Ab 1924 gehörte er auch dem Verwaltungsrat der Invaliden-, Witwen- und Waisenkasse der See-Berufsgenossenschaft an. Von 1922 bis 1933 hatte Köhler den Vorsitz im Aktionsausschuss seemännischer Berufsverbände inne. Diesen Posten gab er im März 1933 – möglicherweise auf Druck der neuen nationalsozialistischen Machthaber – auf und lebte als Frührentner in Berlin.

## Belege
1. ↑  Standesamt Hamburg 06b: Sterberegister. Nr. 305/1941.

| Personendaten    | Personendaten                                                                       |
| ---------------- | ----------------------------------------------------------------------------------- |
| NAME             | Köhler, Franz                                                                       |
| ALTERNATIVNAMEN  | Köhler, Franz Ernst (vollständiger Name)                                            |
| KURZBESCHREIBUNG | deutscher Gewerkschafter und Vorsitzender des Deutschen Transportarbeiter-Verbandes |
| GEBURTSDATUM     | 27. November 1873                                                                   |
| GEBURTSORT       | Theißen, Provinz Sachsen                                                            |
| STERBEDATUM      | 22. Mai 1941                                                                        |
| STERBEORT        | Hamburg                                                                             |